# Juan de Alfaro
Pour les articles homonymes, voir Alfaro.
Juan de Alfaro y Gómez (1643-30 avril 1680) est un peintre espagnol.
Né à Cordoue, il fut élève de Velasquez. Il a peint des tableaux d'histoire, des portraits et de petites effigies à l'huile qui sont très estimées. On lui doit notamment le portrait de Pedro Calderón de la Barca, que l'on mit sur le tombeau du poète, à Cordoue. 
Le plus souvent il se bornait à copier des gravures. Il est mort à Madrid.